# Praia da Maçã
Praia da Maçã é uma praia localizada no bairro de Jurujuba, no município de Niterói, no estado do Rio de Janeiro, no Brasil. Uma praia de difícil acesso e por isso pouco conhecida. Porém, apesar de não ser muito conhecida, durante o ano de 2009, a praia ganhou destaque em todo estado por ser alvo de um grandioso projeto denominado “Projeto Praia da Maçã”, que rendeu muito debate.